# Ceratina kraussi
Ceratina kraussi är en biart som beskrevs av Michener 1954. Ceratina kraussi ingår i släktet märgbin, och familjen långtungebin. Inga underarter finns listade i Catalogue of Life.